# María Ángeles Maeso
María Ángeles Maeso Arribas (Valdanzo, 22 de junio de 1955) es una poeta y escritora española, que destaca por su poesía social. En su trayectoria ha ganado distintos premios.

## Trayectoria
Estudió Filología Hispánica, que completó en el área de las ciencias sociales. Profesora Lengua y Literatura de educación secundaria, ha compaginado esta actividad con la impartición de talleres, especialmente dedicados a grupos marginales, y otras actividades pedagógicas, como la elaboración de guías didácticas.
Es además crítica literaria, y ha colaborado con el Instituto Cervantes, Radio Círculo de Bellas Artes y otros medios como Reseña, Artes hoy, Turia, y Diagonal.
Ha participado además como ponente en diversos congresos y encuentros de escritores, entre ellos los organizados por la Dirección General del Libro; la Universidad de Verano de Teruel; la Universidad Rovira i Virgili de Tarragona; Universidad George Mason de Washington. En el curso 2004-2005, realizó la lección inaugural en la Universidad Pablo Olavide de Sevilla con Literatura y sociedad: los temores de los poetas.

## Obra poética
Para Maeso, la poesía se presenta como un discurso ideológico, aunque solo sea por lo que tiene de concepción intelectual del mundo circundante; se siente incapaz de escribir imparcialmente ignorando los acontecimientos que se producen en su entorno. Cada poeta es capaz de encontrar el propio lenguaje que le impida el aislamiento al que la forma de vida actual, con frecuencia desquiciante, lo someten. En su libro, aun inédito, Algunas preguntas para la nieve, reflexionaba sobre esta idea: «Como esos lugares de encuentro /  que ves en los aeropuertos».
El contenido social de su obra, la llevó a ser incluida en la antología Disidentes. Antología de poetas críticos españoles (1990-2014) que editó Alberto García-Teresa.
Desde el primer momento, y aunque sus obras principales aparecieron en la primera década del siglo XXI, se consideró su contribución a la poesía escrita por mujeres figurando en las antologías específicas.
En 2017, se hizo una tercera edición de su poemario Vamos, vemos, con traducción al esperanto de Miguel Fernández.

## Obra

### Narrativa
- 1987 – La voz de la Sirena, Premio de cuentos Teresa León 1986, Colección Villalar, Valladolid, 1987,
- 2004 – Perro; Huerga & Fierro editores, Madrid.[9]
- 2006 – Los condes del No y No, infantil. Editorial Marenostrum, Madrid.[10]
- 2021 - Fernán y la caracola, infantil. Ilustraciones de Esperanza León. Ed. Lastura, Madrid.
- 2022 - Me tristo, infantil. Ilustraciones de Flavia Tótoro. Ed. Lastura, Madrid
- 2023 - Buitre, Huerga & Fierro editores, Madrid

### Poesía
- 1991 – Sin Regreso; Premio de Poesía Jorge Manrique, 1990, Ed. Obra Cultural de Caja España, Palencia.
- 1996 – Trazado de la Periferia, Ed, Vitrubio. 2.ª ed. 2018.
- 2000 – El bebedor de los arroyos, Ed. Huerga y Fierro, Madrid, 2000.
- 2003 – Vamos, vemos, Premio de Poesía León Felipe, Ed. Celya, Salamanca, 2.ª ed. 2014; 3.ª ed. castellano-esperanto, 2017.
- 2008 – Basura mundi, Ed. Huerga y Fierro.
- 2012 – ¿Quién crees que eres yo?, Ed. Huerga y Fierro.
- 2016 – Huy, qué miedo, (infantil).
- 2017 – Puentes de mimbre.
- 2022 – ¿Quién es Se?, Ed. Huerga y Fierro.
- 2023 – Pintar el alba, (Antología 1991-2022), Bartleby Editores

### En antologías
Su obra aparece recogida en numerosas antologías, entre ellas:
- 1985 – Las diosas blancas y (1997) Ellas tienen la palabra, editorial Hiperión.
- 1997 – Norte y Sur de la poesía hispanoamericana, Ed. Verbum, Madrid.
- 2003 – Me chifla la poesía: antología poética didáctica para alumnos de la ESO y Bachillerato, Ediciones Celya Salamanca.
- 2003 – Ilimitada voz, Antología de poetas españolas 1940-2002, de José María Balcells, Publicaciones de la Universidad de Cádiz.
- [12]2004 – Vento, Viento. Antología de poesía ibérica, Editorial Celya, Salamanca.
- 2005 – Orfeo XXI, Poesía española contemporánea y tradición clásica, Cátedra Miguel Delibes, Libros del Pexe, Gijón.
- 2006 – Con voz propia, Renacimiento, Córdoba.
- 2010 – Poetas a orillas de Machado, de Amalia Iglesias Serna, Abada Editores Palencia.
- 2010 – Voces del extremo: poesía en el desierto, Ateneo Riojano.
- 2011 – Palabra cargada de futuro, Maratón Washington D. C., abril, 2011.
- 2013 –Voces del extremo, poesía y resistencia, E.Amargord, Madrid.[3]
- 2015 – Disidentes. E. Oveja Roja.
- 2017 – El verso por asalto. Ediciones Tierra de Nadie.

## Reconocimientos
En 1980, Maeso recibió el Premio de Cuentos Teresa León por su obra La voz de la Sirena. En 1990, la Diputación Provincial de Palencia le concedió el primer Premio de Poesía Jorge Manrique por su libro Sin regreso. El Ayuntamiento de Tábara y en colaboración con la Fundación Caja Rural de Zamora y Ediciones Celya le otorgaron en 2002 el Premio Poesía León Felipe por el poemario Vamos, vemos. En 2012, consiguió el Premio de la Asociación de Editores al mejor libro de poemas por ¿Quién crees que eres yo?, aunque Maeso rechazó el galardón.